# Bisbat de Chiang Mai
El bisbat de Chiang Mai (tailandès: เขตมิสซังเชียงใหม่; llatí: Dioecesis Chiangmaiensis) és una seu de l'Església catòlica a Tailàndia, sufragània de l'arquebisbat de Bangkok. Al 2019 tenia 55.489 batejats d'un total de 3.140.056 habitants. Està regida pel bisbe Francis Xavier Vira Arpondratana.

## Territori
El bisbat comprèn tres províncies de Chiang Mai, Lampang (llevat el districte de Ngao), Lamphun i Mae Hong Son.
La seu episcopal és la ciutat de Chiang Mai, on es troba la catedral del Sagrat Cor de Jesús
El territori s'estén sobre 48.013 km² i està dividit en 34 parròquies.

## Història
La missió catòlica de Chieng-Mai es va originar el gener de 1931, quan dos sacerdots de la Societat per a les Missions Exteriors de París van arribar de Bangkok. Dos intents anteriors, el 1844 i el 1914, havien fracassat.
L'any 1931 es va construir la primera església del Sagrat Cor, que l'any 1959 es va convertir en la primera catedral de la diòcesi.
El 17 de novembre de 1959, amb la butlla Caelorum regnum del papa Joan XXIII, es va erigir la prefectura apostòlica de Chieng-Mai, obtenint el territori del vicariat apostòlic de Bangkok (avui arxidiòcesi). Com a administrador apostòlic va ser nomenat el francès Lucien Bernard Lacoste, de la Congregació dels Sacerdots del Sagrat Cor de Jesús de Betharram, bisbe de Dali, a la Xina, que no va poder fer aquesta tasca perquè va ser expulsat del territori xinès el 1952.
El 28 de febrer de 1965 es va inaugurar una segona catedral més gran, també dedicada al Sagrat Cor de Jesús.
El 18 de desembre de 1965, la prefectura apostòlica va ser elevada a la condició de diòcesi amb la butlla Qui in fastigium del papa Pau VI  A la seva guia va romandre, sempre com a administrador apostòlic, Lucien Lacoste.
El 2 de juliol de 1969, en virtut del decret Cum Excellentissimus de la Congregació per a l'Evangelització dels Pobles, la diòcesi va prendre el seu nom actual.
El 20 de juny de 1970 va cedir el territori de la província d'Uttaradit a la diòcesi de Nakhon Sawan.
El 1975 la diòcesi va ser confiada al primer bisbe tailandès, Robert Ratna Bamrungtrakul.
El 30 d'octubre de 1999 s'inaugurava la tercera catedral de la diòcesi, de nou dedicada al Sagrat Cor de Jesús.
El 25 d'abril de 2018 va cedir una part del seu territori en benefici de l'erecció de la diòcesi de Chiang Rai.

## Cronologia episcopal
- Lucien Bernard Lacoste, S.C.I. di Béth. † (1959 - 28 d'abril de 1975 renuncià) (administrador apostòlic)

- Robert Ratna Bamrungtrakul † (28 d'abril de 1975 - 17 d'octubre de 1986 renuncià)
- Joseph Sangval Surasarang (17 d'octubre de 1986 - 10 de febrer de 2009 renuncià)
- Francis Xavier Vira Arpondratana, des del 10 de febrer de 2009

## Estadístiques
A finals del 2019, el vicariat apostòlic tenia 55.489 batejats sobre una població de 3.140.056 persones, equivalent al 1,8% del total.
| any  | població | població  | població | sacerdots | sacerdots       | sacerdots       | sacerdots             | diàques | religiosos | religiosos | parroquies |
| ---- | -------- | --------- | -------- | --------- | --------------- | --------------- | --------------------- | ------- | ---------- | ---------- | ---------- |
| any  | batejats | total     | %        | total     | clergat secular | clergat regular | batejats por sacerdot | diàques | homes      | dones      |            |
| 1970 | 5.807    | 2.920.297 | 0,2      | 25        | 2               | 23              | 232                   |         | 33         | 31         |            |
| 1980 | 9.942    | 4.468.274 | 0,2      | 26        | 3               | 23              | 382                   |         | 33         | 35         | 18         |
| 1990 | 19.144   | 5.118.000 | 0,4      | 32        | 8               | 24              | 598                   |         | 35         | 50         | 20         |
| 1999 | 31.765   | 5.694.679 | 0,6      | 45        | 17              | 28              | 705                   |         | 42         | 72         | 24         |
| 2000 | 34.848   | 5.796.126 | 0,6      | 49        | 19              | 30              | 711                   |         | 60         | 79         | 25         |
| 2001 | 36.518   | 5.796.126 | 0,6      | 53        | 21              | 32              | 689                   |         | 60         | 100        | 26         |
| 2002 | 38.894   | 5.824.935 | 0,7      | 60        | 22              | 38              | 648                   |         | 62         | 97         | 26         |
| 2003 | 40.598   | 5.824.935 | 0,7      | 58        | 22              | 36              | 699                   |         | 64         | 101        | 26         |
| 2004 | 41.944   | 5.824.935 | 0,7      | 60        | 22              | 38              | 699                   |         | 61         | 110        | 27         |
| 2006 | 46.022   | 5.943.000 | 0,8      | 72        | 26              | 46              | 639                   |         | 68         | 109        | 32         |
| 2013 | 63.273   | 5.826.928 | 1,1      | 85        | 27              | 58              | 744                   |         | 102        | 151        | 45         |
| 2016 | 65.829   | 5.853.206 | 1,1      | 92        | 39              | 53              | 715                   |         | 98         | 170        | 47         |
| 2018 | 50.913   | 3.025.649 | 1,7      | 47        | 25              | 22              | 1.083                 |         | ?          | 107        | 31         |
| 2019 | 55.489   | 3.140.056 | 1,8      | 82        | 43              | 39              | 676                   |         | 82         | 125        | 34         |